# Liosomaphis berberidis
Liosomaphis berberidis är en insektsart som först beskrevs av Johann Heinrich Kaltenbach 1843.  Liosomaphis berberidis ingår i släktet Liosomaphis och familjen långrörsbladlöss. Arten är reproducerande i Sverige. Inga underarter finns listade i Catalogue of Life.